# 安山街道
安山街道，是中华人民共和国湖北省武汉市江夏区下辖的一个乡镇级行政单位。

## 行政区划
安山街道下辖以下地区：
安山社区、英雄村、红灯村、安山村、八一村、胜利村、马安村、青春村、余咀村、茅岭村、山巷村、普安村、涉湖村、合心村、茶园村、灯塔村、上马场村、新窑村和株山村。